# Hotellerieangestellter EBA
Der Hotellerieangestellter EBA ist in der Schweiz ein Ausbildungsberuf, welcher mit dem Eidgenössischen Berufsattest abschliesst. Die Ausbildung dauert zwei Jahre.

## Ausbildung
Die Berufsfachschule wird an einem Tag die Woche besucht. Zur Ausbildung gehören zweimal im Jahr vier Tage überbetriebliche Kurse. Die Ausbildung ist unterhalb des Hotelfachmanns angesiedelt und richtet sich primär an schulisch schwächere Schulabgänger.
Die Ausbildung wird von Hotelbetrieben, Heimen oder Spitälern, sowie in Jahres- oder Saisonbetrieben angeboten und schließt mit einem Qualifikationsverfahren (Lehrabschlussprüfung) ab.

## Weiterbildung
Hotellerieangestellte EBA können die von den Berufsverbänden angebotenen Kurse besuchen und sich so weiterbilden.
Es besteht die Möglichkeit, die verkürzte Lehre zum Hotelfachmann/-frau EFZ zu absolvieren.

## Tätigkeiten
Zu den Tätigkeiten im Gästebereich gehört der Zimmerservice, das Reinigen von Aufenthaltsräumen, Pflege der Pflanzen und Ähnliches. Dazu gehört auch das Melden von Mängeln oder Defekten an die Rezeption.
Hinter den Kulissen arbeiten die Hotelangestellten EBA in der Wäscherei mit. Auch das Vorbereiten des Frühstücks und die Bedienung der Gäste gehört zu ihren Tätigkeiten.

## Berufsleben
Unregelmäßige Arbeitszeiten auch am Wochenende und an Feiertagen gehören zum Beruf, saisonale Unterschiede ebenso.